# Arhiducesa Matilda de Austria
Arhiducesa Matilda de Austria (Mathilde Marie Adelgunde Alexandra; 25 ianuarie 1849 - 6 iunie 1867) a fost o nobilă austriacă. A fost a doua fiică a Arhiducelui Albert, Duce de Teschen și a Prințesei Hildegard de Bavaria.

## Familie
Prenumele ei derivă de la surorile mamei ei, Matilda, Mare Ducesă de Hesse (1813-1862), Adelgunde, Ducesă de Modena (1823-1914) și Prințesa Alexandra de Bavaria (1826-1875), cu care Hildegard avea o relație foarte apropiată.
Matilda a avut doi frați mai mari: Maria Theresia (1845–1927) care în 1865 s-a căsătorit cu Ducele Filip de Württemberg (1838–1917) și singurul ei frate, Karl Albrecht (1847–1848), care a murit de variolă la vârsta de 18 luni.

## Un destin regal

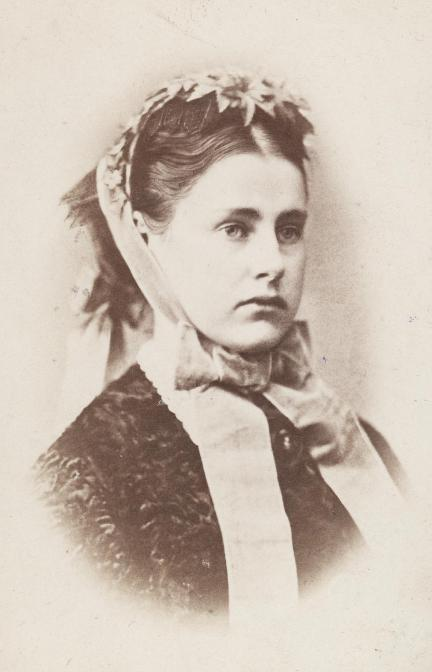
Arhiducesa Matilda, 1873

După decesul bunicului patern, tatăl ei a moștenit în 1847 Palatul Weilburg din Baden pe care Carol l-a construit pentru soția sa, Prințesa Henrietta de Weilburg. Albrecht și familia lui își petreceau de obicei verile aici și iernile la Viena. Familia era foarte apropiată de familia imperială iar împărăteasa Elisabeta se bucura când se afla în compania verișoarei sale, Arhiducesa Hildegard.
În cercul de prieteni ai Matildei se afla și Maria Theresa de Austria-Este (1849–1919), care era fiica vitregă a Arhiducelui Karl Ferdinand (unchiul Matildei) și care mai târziu va deveni regină a Bavariei;
Un verișor îndepărtat, Arhiducele Ludwig Salvator (1847–1915) din linia italiană de habsburg, s-a îndrăgostit de Matilda  și a vrut să se căsătorească cu ea însă cei doi nu s-au logodit niciodată. Matilda a fost destinată să devină regină a Italiei ca soție a lui Umberto de Savoia în scopul de a îmbunătăți relațiile deja tensionate dintre Austro-Ungaria și Italia.
În martie 1864, în timpul înmormântării fratelui ei regele Maximilian al II-lea, mama Matildei s-a îmbolnăvit de o inflamație pulmonară și pleurezie și a murit. Matilda avea numai 15 ani.

## Deces
Matilda a murit la vârsta de 18 ani la Schloss Hetzendorf, casa vieneză a împărătesei Elisabetei, la 6 iunie 1867. Era o seară de teatru la Viena și tânăra arhiducesă s-a pregătit pentru acest eveniment. Matilda era îmbrăcat în rochia ei cu crinolină (care era impregnată cu glicerină pentru a contribui la extinderea mătăsii) și a vrut să fumeze o țigară înainte de plecare.
Atunci când a intrat în cameră tatăl ei care interzicea fumatul, ea și-a ascuns țigara în spatele rochiei care a luat foc imediat dându-i arsuri de gradul doi și trei. Moartea ei a fost asistată de întreaga familie.
Arhiducesa Matilda a fost înmormântată în cripta imperială lângă mama ei și fratele ei Karl Albrecht.